# Za djecu i odrasle
Za djecu i odrasle je peti studijski album sastava Novi fosili.

## Popis pjesama
A strana
1. "Djeca smo" - 2:04
(Rajko Dujmić, Dea Volarić, Rajko Dujmić)
2. "Sanja" - 2:54
(Rajko Dujmić, Mario Mihaljević, Rajko Dujmić i Vladimir Kočiš)
3. "3 + 10" - 2:54
(Rajko Dujmić, Momčilo Popadić, Rajko Dujmić)
4. "Majčine oči" - 4:17
(Rajko Dujmić, Dea Volarić, Rajko Dujmić)
5. "Mali Ćiro" - 3:10
(Rajko Dujmić, Mario Mihaljević, Rajko Dujmić)

B strana
1. "Šta se smiješ, klipane" - 2:54
(Rajko Dujmić, Drago Britvić, Rajko Dujmić)
2. "Razumljiva pjesma (kad sam bio mlad)" - 2:06
(Slobodan Momčilović, Mario Mihaljević, Rajko Dujmić i Vladimir Kočiš)
3. "Vikend tata, vikend mama" - 2:38
(Rajko Dujmić, Momčilo Popadić, Mato Došen)
4. "Samo mi se javi" - 3:49
(Rajko Dujmić, Drago Britvić, Rajko Dujmić i Vladimir Kočiš)
5. "Za domovinu našu" - 2:38
(Rajko Dujmić, Dea Volarić, Rajko Dujmić)